# Saint-Gervais-sur-Roubion
Saint-Gervais-sur-Roubion è un comune francese di 809 abitanti situato nel dipartimento della Drôme della regione dell'Alvernia-Rodano-Alpi.

## Società

### Evoluzione demografica
Abitanti censiti